# Jogo de esporte virtual
Jogos de esportes virtuais são uma simulação visual de um gerador de números aleatórios (RNG - Gerador de Números Aleatórios). Em cada corrida ou evento virtual, cada participante (seja um competidor, cavalo ou cachorro) é atribuído um peso com base nas probabilidades exibidas. Aqueles com probabilidades mais altas têm uma probabilidade menor de vencer, mas oferecem potenciais retornos mais elevados. Estas competições virtuais são apresentadas por meio de gráficos avançados para reproduzir uma experiência realista. 
Os gráficos atuais apresentam uma qualidade equiparável às últimas plataformas de jogos. No entanto, essa evolução não foi instantânea e teve seu início em circunstâncias singulares. A modalidade esportiva em questão teve seu surgimento na Inglaterra em 2001, impulsionada por um surto de Febre Aftosa que levou ao cancelamento da tradicional corrida de cavalos do Cheltenham Festival. Para contornar a situação, foi introduzida uma alternativa virtual, semeando a ideia de que eventos desse tipo poderiam ser realizados e apostados de maneira semelhante. 
Os jogadores podem apostas nas modalidades de futebol, basquete, tênis, corrida de cavalo, ciclismo, automobilismo entre outros.

### Futebol virtual
Esse jogo de esporte virtual, consiste em uma simulação computadorizada de um jogo de futebol entre duas equipes, proporcionando a oportunidade de realizar apostas em diversos mercados, como 1X2, total de gols, primeira equipe a marcar, vencedor ao intervalo, entre outros. A experiência de apostar é, de fato, bastante semelhante à de um jogo real. Os apostadores podem acompanhar os momentos mais emocionantes da partida, com gráficos que evocam a estética do videogame FIFA, e em alguns sites, é possível até mesmo realizar apostas ao vivo.

## Qual é a diferença entre esportes virtuais e e-esportes?
Os E-sports consistem em competições online profissionais de jogos de videogame, nos quais indivíduos controlam personagens virtuais por meio de consoles ou computadores. Por outro lado, os jogos de esportes virtuais são gerenciados por sistemas automáticos de computador, utilizando algoritmos que asseguram total confiabilidade, sem intervenção humana. 

## Jogo responsável
O jogo responsável refere-se à prática de participar em atividades de jogo de forma equilibrada e consciente, com o objetivo de minimizar potenciais danos pessoais, financeiros e sociais. Este conceito promove uma abordagem saudável e sustentável ao jogo, reconhecendo que o jogo pode ter riscos associados. Alguns princípios-chave do jogo responsável incluem: conscientização, limites financeiros e autocontrole.